# Préchac-sur-Adour
Pour les articles homonymes, voir Préchac.
Ne doit pas être confondu avec Préchacq-les-Bains.
Préchac-sur-Adour (Preishac d'Ador en gascon) est une commune française située dans le sud-ouest du département du Gers en région Occitanie. Sur le plan historique et culturel, la commune est dans le pays de Rivière-Basse, un territoire qui s’allonge dans la moyenne vallée de l’Adour, à l’endroit où le fleuve marque un coude entre Bigorre et Gers.
Exposée à un climat océanique altéré, elle est drainée par l'Adour, le canal d'Alaric, le Las et par deux autres cours d'eau. La commune possède un patrimoine naturel remarquable : un site Natura 2000 (la « vallée de l'Adour ») et deux zones naturelles d'intérêt écologique, faunistique et floristique.
Préchac-sur-Adour est une commune rurale qui compte 195 habitants en 2022. Ses habitants sont appelés les Préchacais ou  Préchacaises.
Le patrimoine architectural de la commune comprend un immeuble protégé au titre des monuments historiques : l'église Saint-Jean-Baptiste, inscrite en 1960.

## Géographie

### Localisation
La commune de Préchac-sur-Adour se situe dans le canton de Pardiac-Rivière-Basse et dans l'arrondissement de Mirande. Historiquement, Préchac-sur-Adour fait partie de la Rivière-Basse. Elle est limitrophe du département des Hautes-Pyrénées.
Préchac-sur-Adour est à 41 kilomètres au nord de Tarbes et à 48 kilomètres à l'ouest d'Auch.

### Communes limitrophes
Les communes limitrophes sont Castelnau-Rivière-Basse, Galiax, Goux et Jû-Belloc.
| Goux                                      |                   | Galiax |
| Castelnau-Rivière-Basse (Hautes-Pyrénées) | Préchac-sur-Adour |        |
|                                           | Jû-Belloc         |        |

### Géologie et relief
Cette commune aturine appartient à la vaste plaine de Rivière-Basse aux sols alluvionnaires (sables et galets).
La superficie de la commune est de 437 hectares. L'altitude de la commune varie de 126  à   142 mètres.
Préchac-sur-Adour se situe en zone de sismicité 2 (sismicité faible).

### Hydrographie
La commune est dans le bassin de l'Adour, au sein du bassin hydrographique Adour-Garonne. Elle est drainée par l'Adour, le canal d'Alaric, le Las, un bras de l'Adour et par un petit cours d'eau, qui constituent un réseau hydrographique de 6 km de longueur totale,.
L'Adour, d'une longueur totale de 308,8 km, prend sa source dans la commune d'Aspin-Aure et s'écoule vers le nord. Il traverse la commune et se jette dans le golfe de Gascogne à Bayonne, après avoir traversé 118 communes.
Le canal d'Alaric, d'une longueur totale de 73,7 km, prend sa source dans la commune de Pouzac et s'écoule vers le nord. Il traverse la commune et se jette dans l'Adour à Izotges, après avoir traversé 38 communes.
Le Las, d'une longueur totale de 10,5 km, prend sa source dans la commune de Jû-Belloc et s'écoule vers le nord. Il traverse la commune et se jette dans l'Arros à Tasque, après avoir traversé 5 communes.

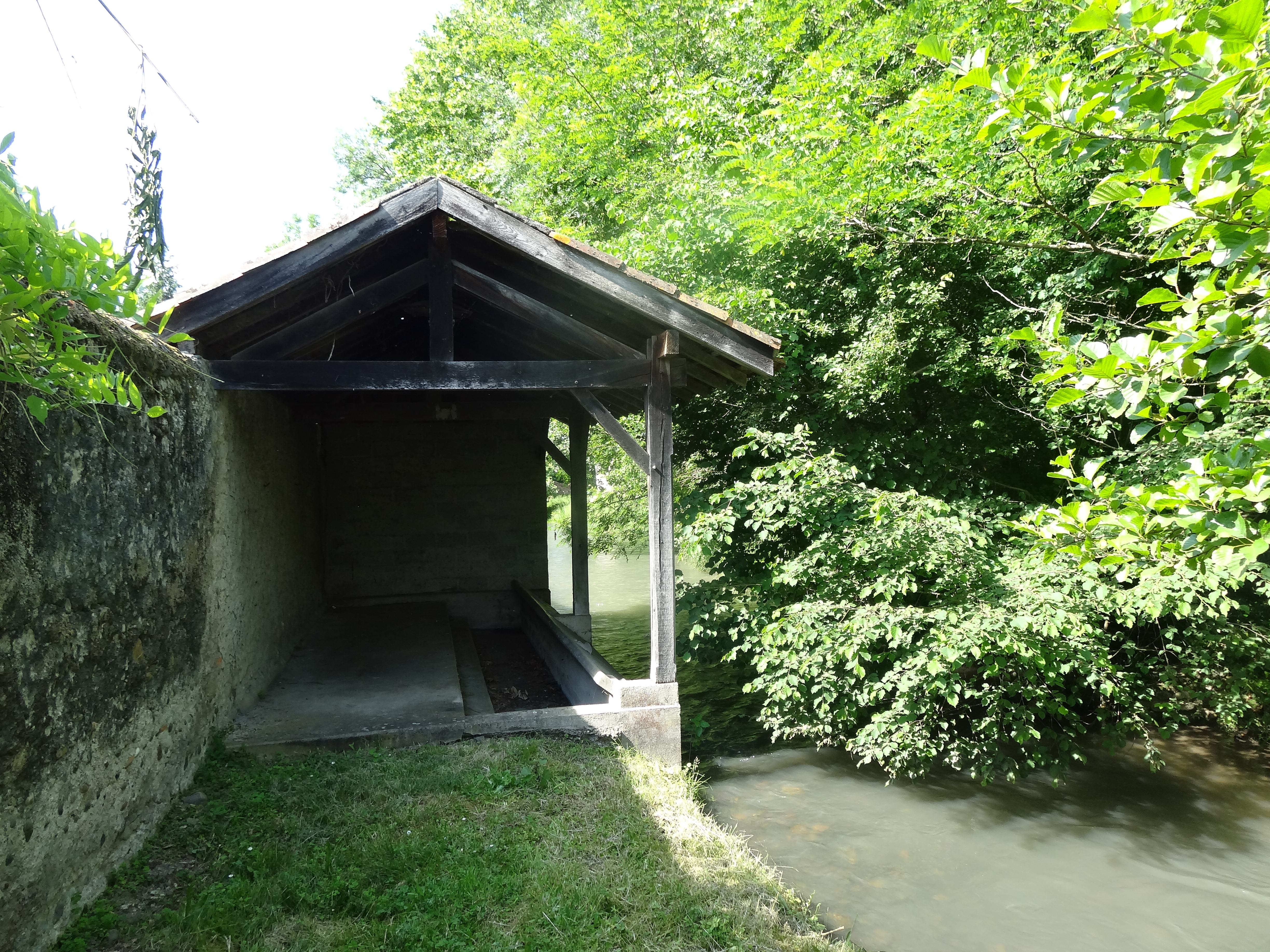
Lavoir en bordure du canal d'Alaric.
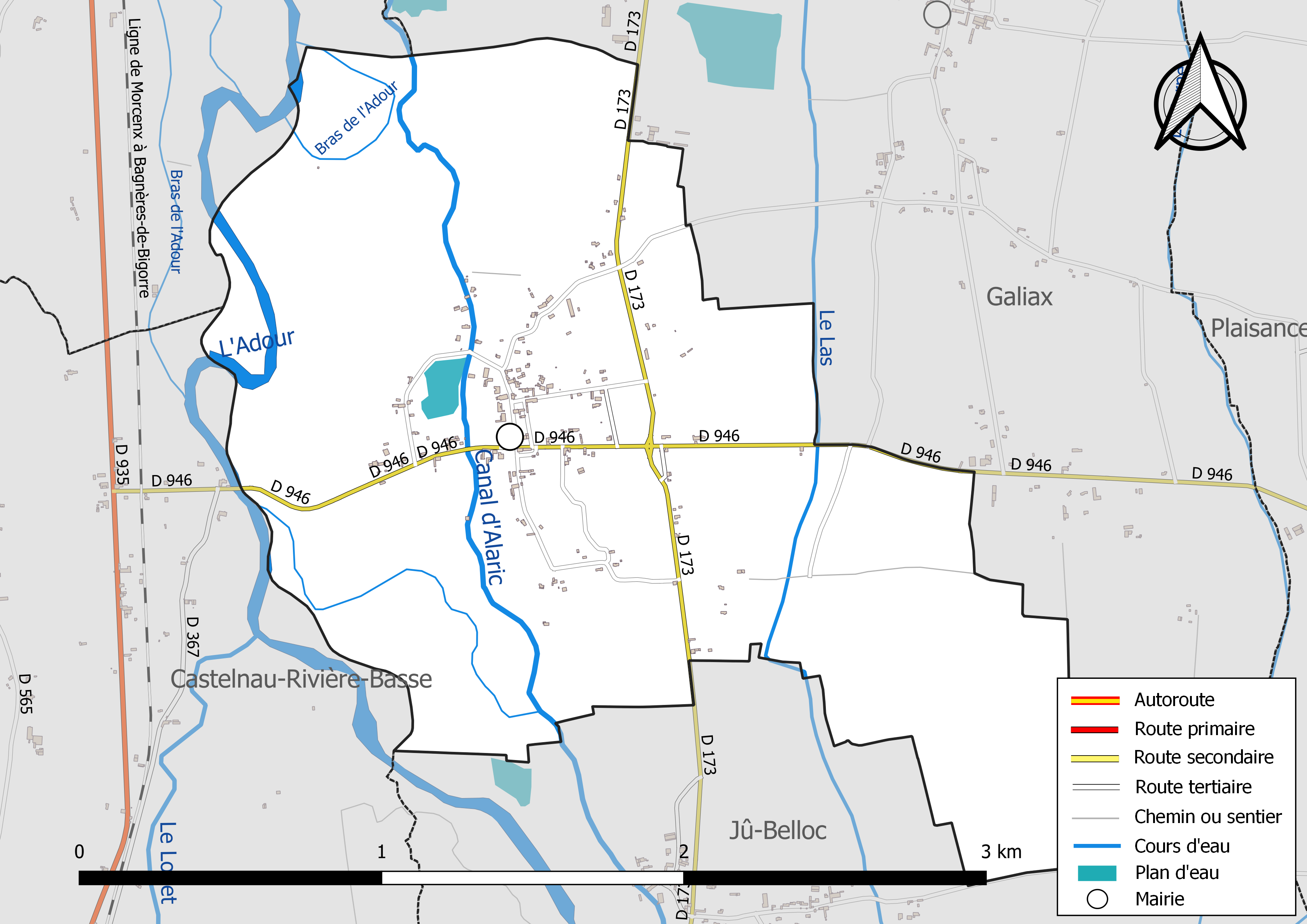
Réseaux hydrographique et routier de Préchac-sur-Adour.

### Climat
Pour des articles plus généraux, voir Climat de l'Occitanie et Climat du Gers.
En 2010, le climat de la commune est de type climat océanique altéré, selon une étude s'appuyant sur une série de données couvrant la période 1971-2000. En 2020, Météo-France publie une typologie des climats de la France métropolitaine dans laquelle la commune est toujours exposée à un climat océanique altéré et est dans la région climatique Aquitaine, Gascogne, caractérisée par une pluviométrie abondante au printemps, modérée en automne, un faible ensoleillement au printemps, un été chaud (19,5 °C), des vents faibles, des brouillards fréquents en automne et en hiver et des orages fréquents en été (15 à 20 jours).
Pour la période 1971-2000, la température annuelle moyenne est de 13,1 °C, avec une amplitude thermique annuelle de 14,5 °C. Le cumul annuel moyen de précipitations est de 927 mm, avec 10,1 jours de précipitations en janvier et 7,1 jours en juillet. Pour la période 1991-2020, la température moyenne annuelle observée sur la station météorologique la plus proche, située sur la commune de Maumusson-Laguian à 8 km à vol d'oiseau, est de 14,1 °C et le cumul annuel moyen de précipitations est de 1 021,5 mm,. Pour l'avenir, les paramètres climatiques de la commune estimés pour 2050 selon différents scénarios d’émission de gaz à effet de serre sont consultables sur un site dédié publié par Météo-France en novembre 2022.

### Milieux naturels et biodiversité

#### Réseau Natura 2000

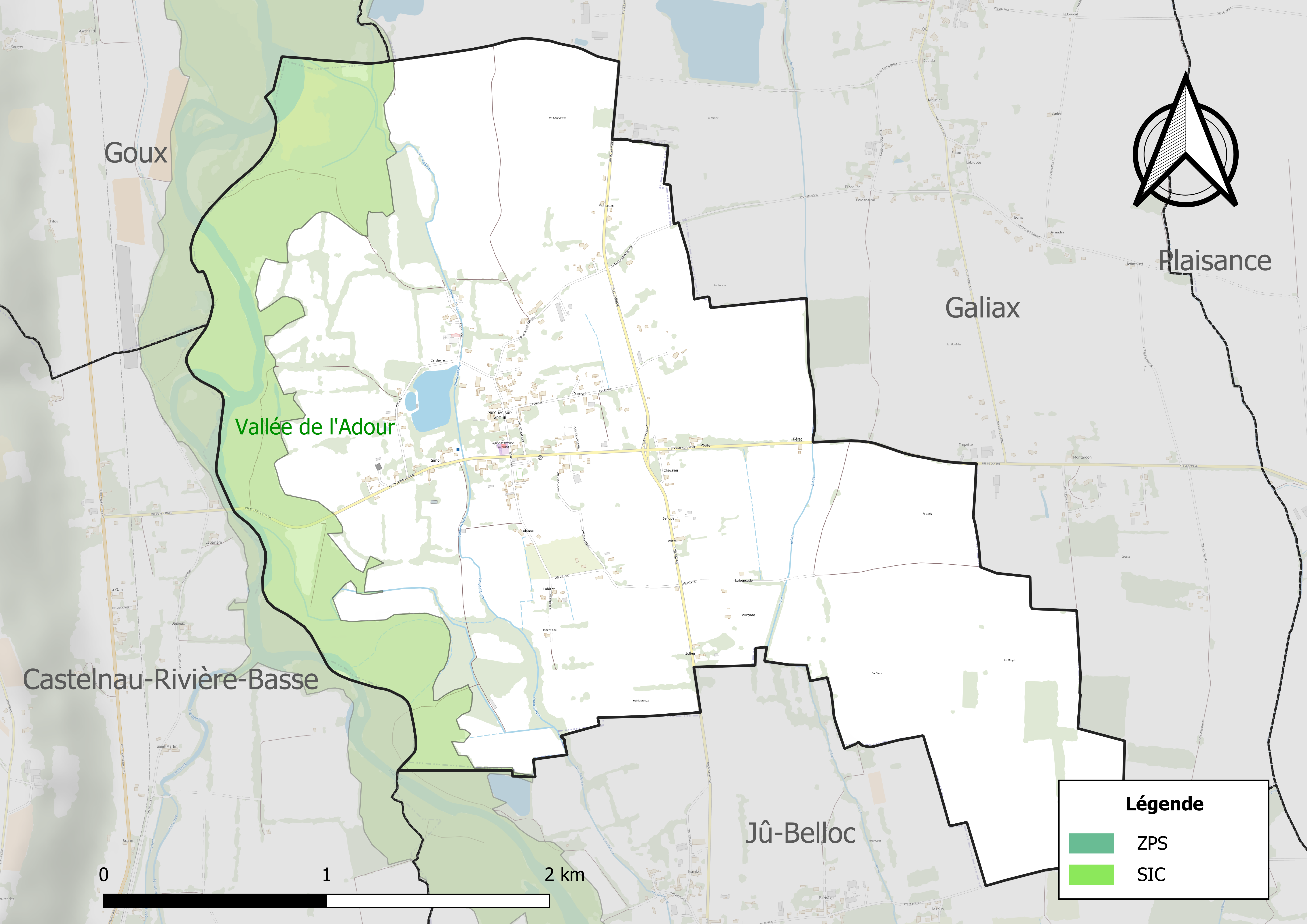
Site Natura 2000 sur le territoire communal.

Le réseau Natura 2000 est un réseau écologique européen de sites naturels d'intérêt écologique élaboré à partir des directives habitats et oiseaux, constitué de zones spéciales de conservation (ZSC) et de zones de protection spéciale (ZPS).
Un site Natura 2000 a été défini sur la commune au titre de la directive habitats : la « vallée de l'Adour », d'une superficie de 2 694 ha, un espace où les habitats terrestres et aquatiques abritent une flore et une faune remarquable et diversifiée, avec la présence de la Loutre et de la Cistude d'Europe.

#### Zones naturelles d'intérêt écologique, faunistique et floristique
L’inventaire des zones naturelles d'intérêt écologique, faunistique et floristique (ZNIEFF) a pour objectif de réaliser une couverture des zones les plus intéressantes sur le plan écologique, essentiellement dans la perspective d’améliorer la connaissance du patrimoine naturel national et de fournir aux différents décideurs un outil d’aide à la prise en compte de l’environnement dans l’aménagement du territoire.
Une ZNIEFF de type 1 est recensée sur la commune :
« l'Adour, de Bagnères à Barcelonne-du-Gers » (2 786 ha), couvrant 59 communes dont 18 dans le Gers, une dans les Landes et 40 dans les Hautes-Pyrénées et une ZNIEFF de type 2, : 
l'« Adour et milieux annexes » (3 634 ha), couvrant 60 communes dont 18 dans le Gers, une dans les Landes et 41 dans les Hautes-Pyrénées.

Carte des ZNIEFF de type 1 et 2 à Préchac-sur-Adour.
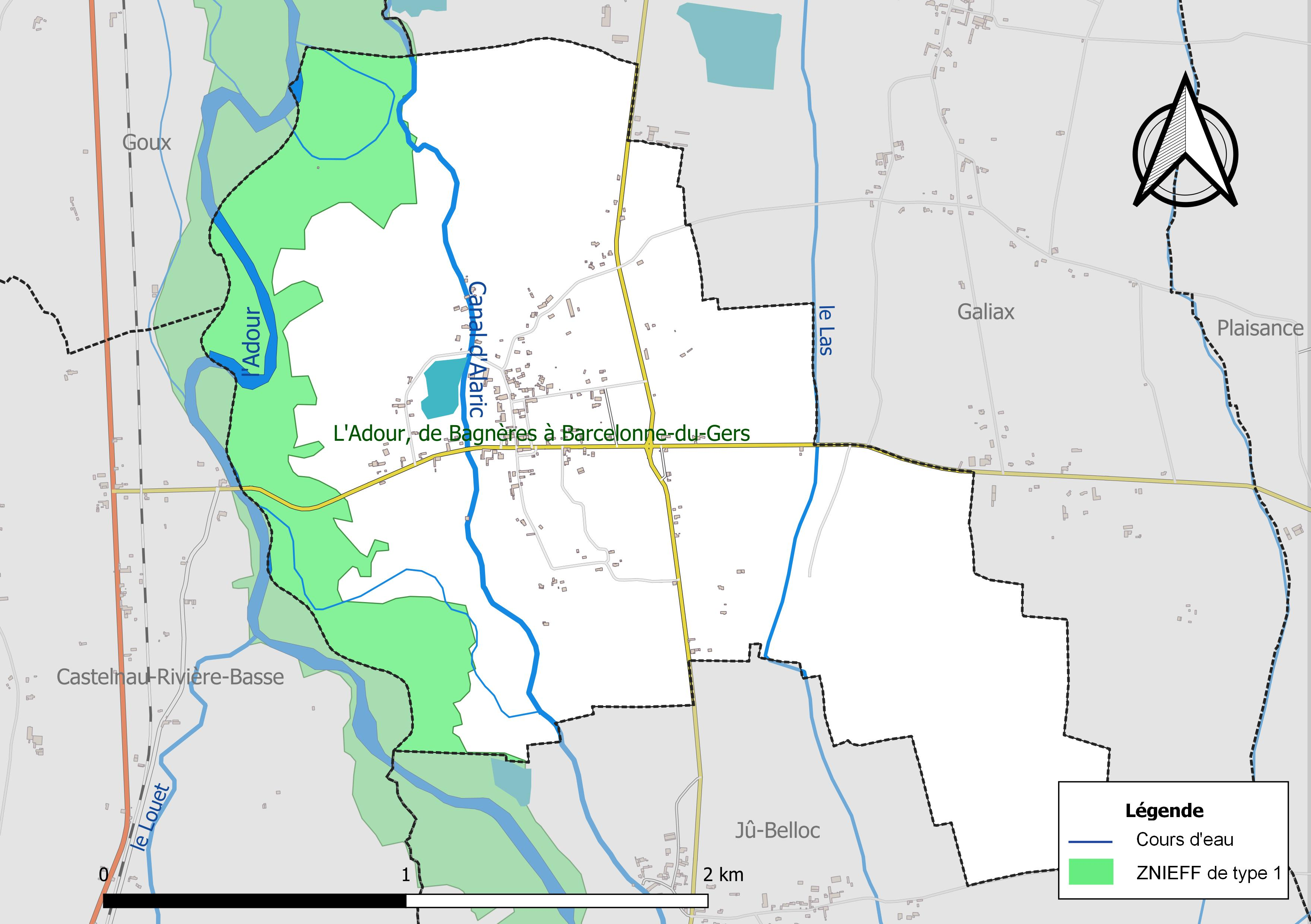
Carte de la ZNIEFF de type 1 sur la commune.
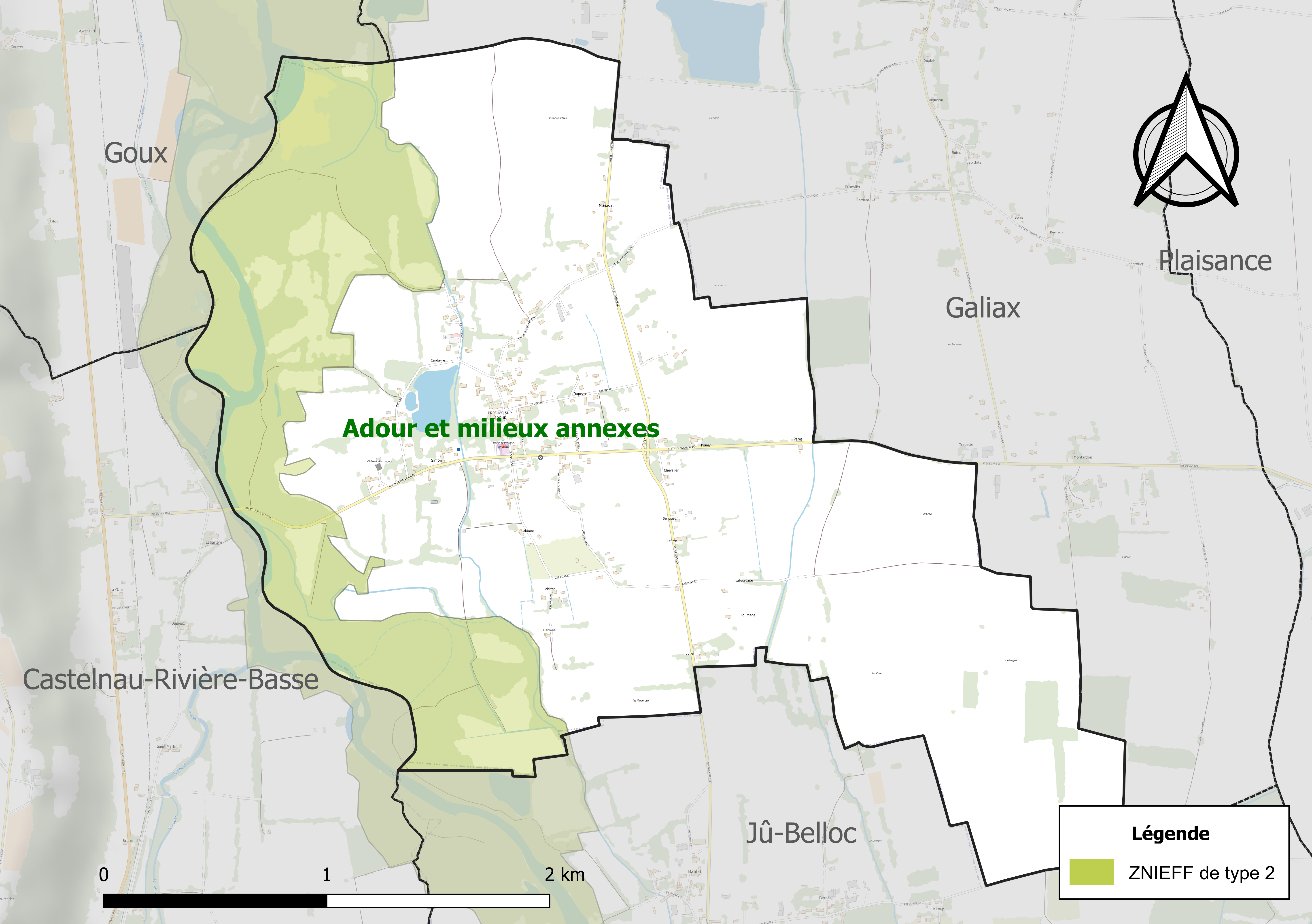
Carte de la ZNIEFF de type 2 sur la commune.

## Urbanisme

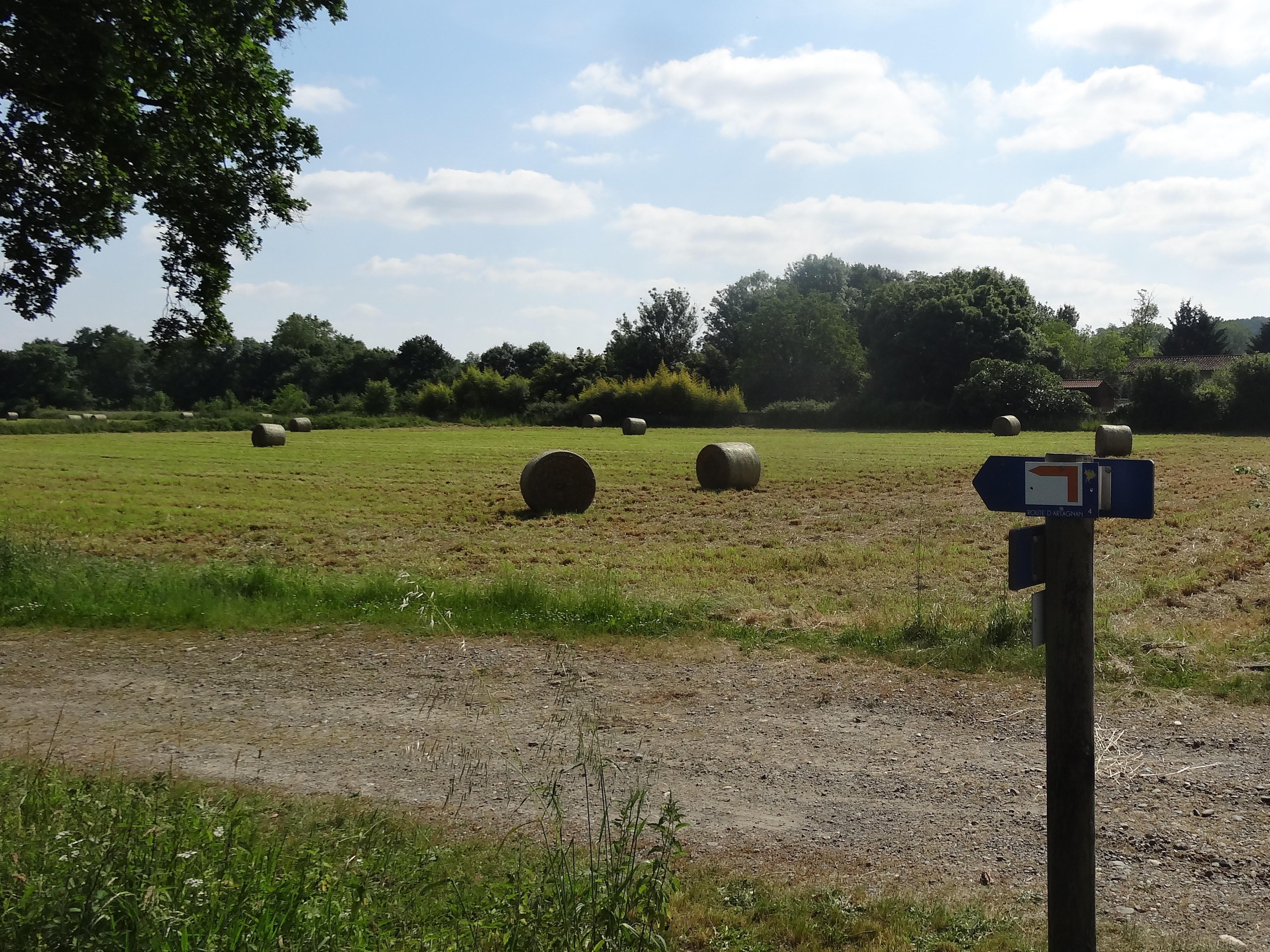
La commune s'inscrit dans un cadre rural.

### Typologie
Au 1er janvier 2024, Préchac-sur-Adour est catégorisée commune rurale à habitat dispersé, selon la nouvelle grille communale de densité à sept niveaux définie par l'Insee en 2022.
Elle est située hors unité urbaine et hors attraction des villes,.

### Occupation des sols
L'occupation des sols de la commune, telle qu'elle ressort de la base de données européenne d’occupation biophysique des sols Corine Land Cover (CLC), est marquée par l'importance des territoires agricoles (77,9 % en 2018), en diminution par rapport à 1990 (86 %). La répartition détaillée en 2018 est la suivante : 
terres arables (50,4 %), zones agricoles hétérogènes (27,6 %), forêts (14 %), zones urbanisées (8 %). L'évolution de l’occupation des sols de la commune et de ses infrastructures peut être observée sur les différentes représentations cartographiques du territoire : la carte de Cassini (XVIIIe siècle), la carte d'état-major (1820-1866) et les cartes ou photos aériennes de l'IGN pour la période actuelle (1950 à aujourd'hui).

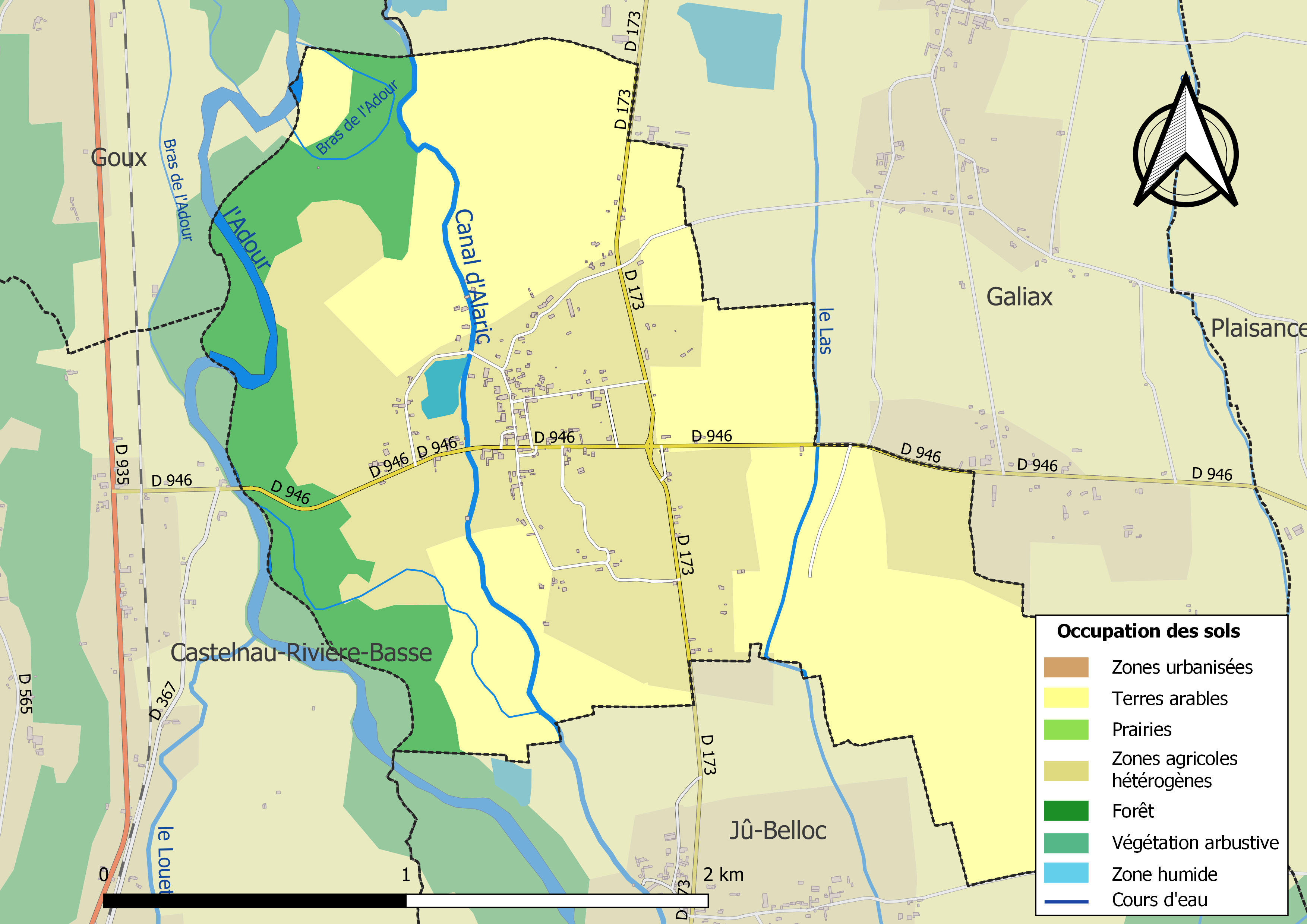
Carte des infrastructures et de l'occupation des sols de la commune en 2018 (CLC).

### Voies de communication et transports

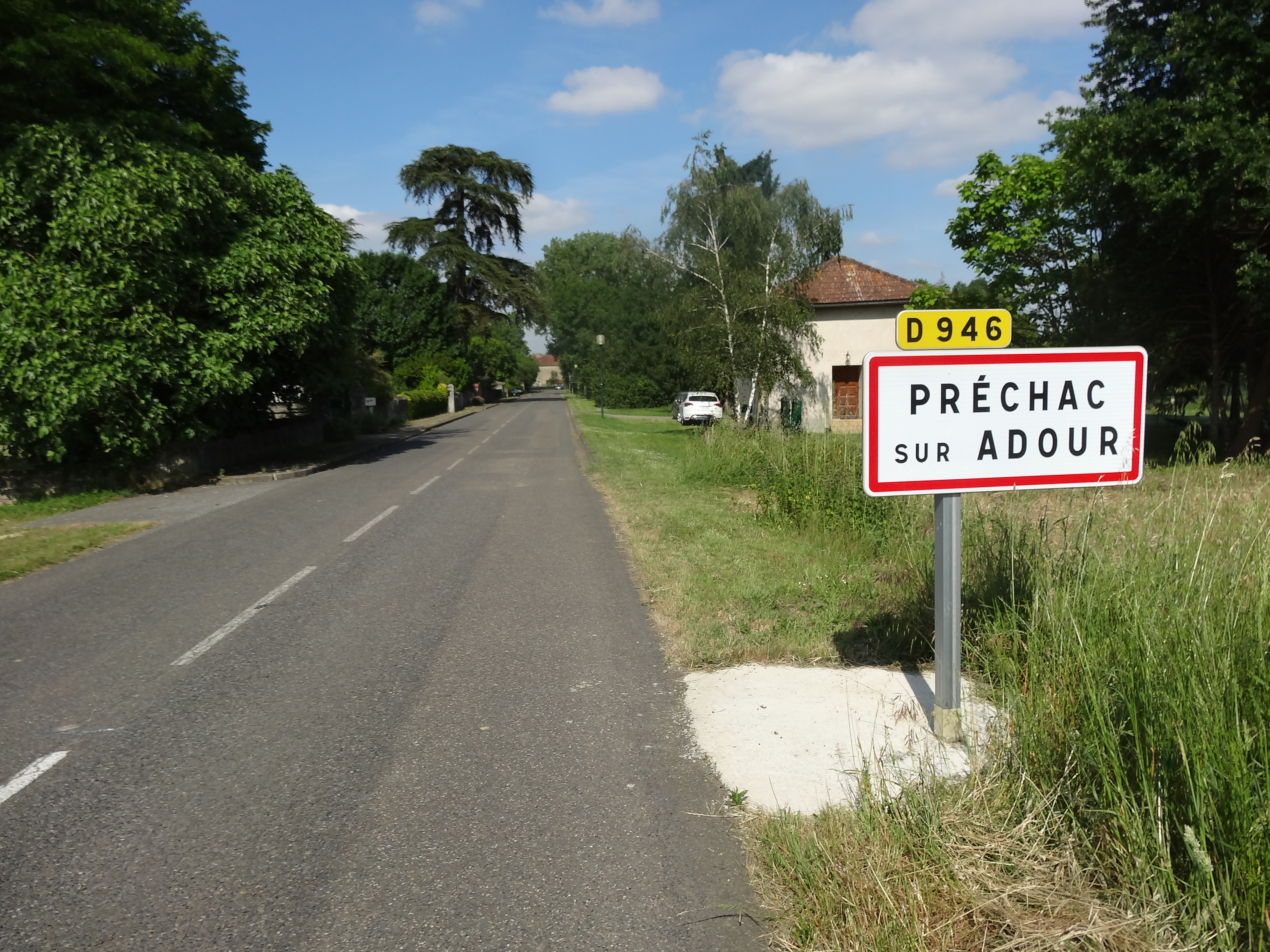
Entrée ouest sur la D 946.

Préchac-sur-Adour est traversée du nord au sud par la D 173 et d'est en ouest par la D 946.

### Risques majeurs
Le territoire de la commune de Préchac-sur-Adour est vulnérable à différents aléas naturels : météorologiques (tempête, orage, neige, grand froid, canicule ou sécheresse), inondations et séisme (sismicité faible). Un site publié par le BRGM permet d'évaluer simplement et rapidement les risques d'un bien localisé soit par son adresse soit par le numéro de sa parcelle.
Certaines parties du territoire communal sont susceptibles d’être affectées par le risque d’inondation par débordement de cours d'eau, notamment l'Adour, le canal d'Alaric et le Las. La cartographie des zones inondables en ex-Midi-Pyrénées réalisée dans le cadre du XIe Contrat de plan État-région, visant à informer les citoyens et les décideurs sur le risque d’inondation, est accessible sur le site de la DREAL Occitanie. La commune a été reconnue en état de catastrophe naturelle au titre des dommages causés par les inondations et coulées de boue survenues en 1983, 1999 et 2009,.

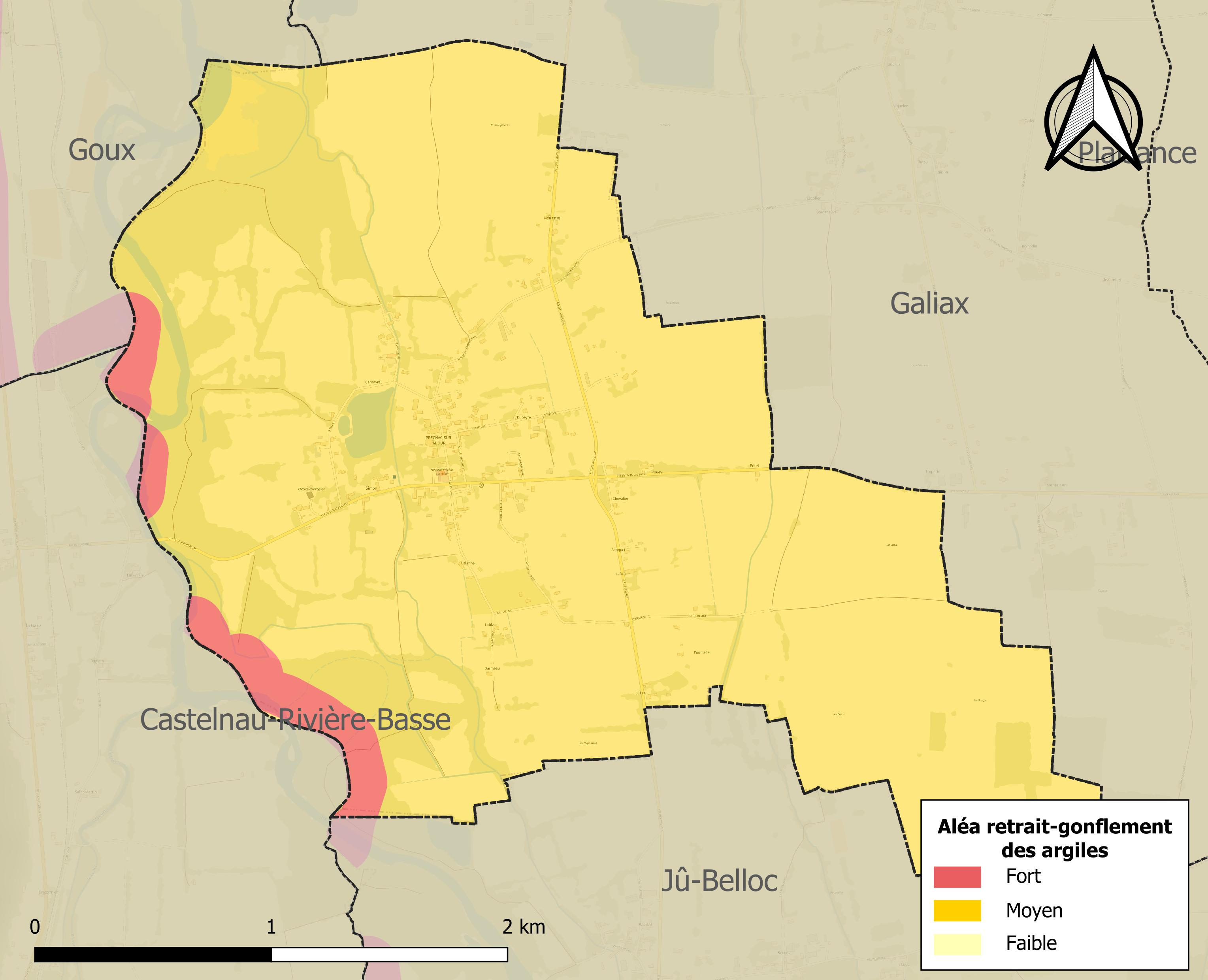
Carte des zones d'aléa retrait-gonflement des sols argileux de Préchac-sur-Adour.

Le retrait-gonflement des sols argileux est susceptible d'engendrer des dommages importants aux bâtiments en cas d’alternance de périodes de sécheresse et de pluie. La totalité de la commune est en aléa moyen ou fort (94,5 % au niveau départemental et 48,5 % au niveau national). Sur les 112 bâtiments dénombrés sur la commune en 2019, 112 sont en aléa moyen ou fort, soit 100 %, à comparer aux 93 % au niveau départemental et 54 % au niveau national. Une cartographie de l'exposition du territoire national au retrait gonflement des sols argileux est disponible sur le site du BRGM,.
Par ailleurs, afin de mieux appréhender le risque d’affaissement de terrain, l'inventaire national des cavités souterraines permet de localiser celles situées sur la commune.
Concernant les mouvements de terrains, la commune a été reconnue en état de catastrophe naturelle au titre des dommages causés par la sécheresse en 1989 et 2002 et par des mouvements de terrain en 1999.

## Toponymie
L'étymologie du nom vient du latin Priscus (le premier) et du suffixe -acum.
Le nom de la commune en occitan gascon est Preishac d'Ador.

## Histoire
Il y a peu d'indices d'une occupation humaine antérieure au XIIe siècle, siècle de construction de l'église. Mais une voie antique longeait le canal d'Alaric.

## Politique et administration

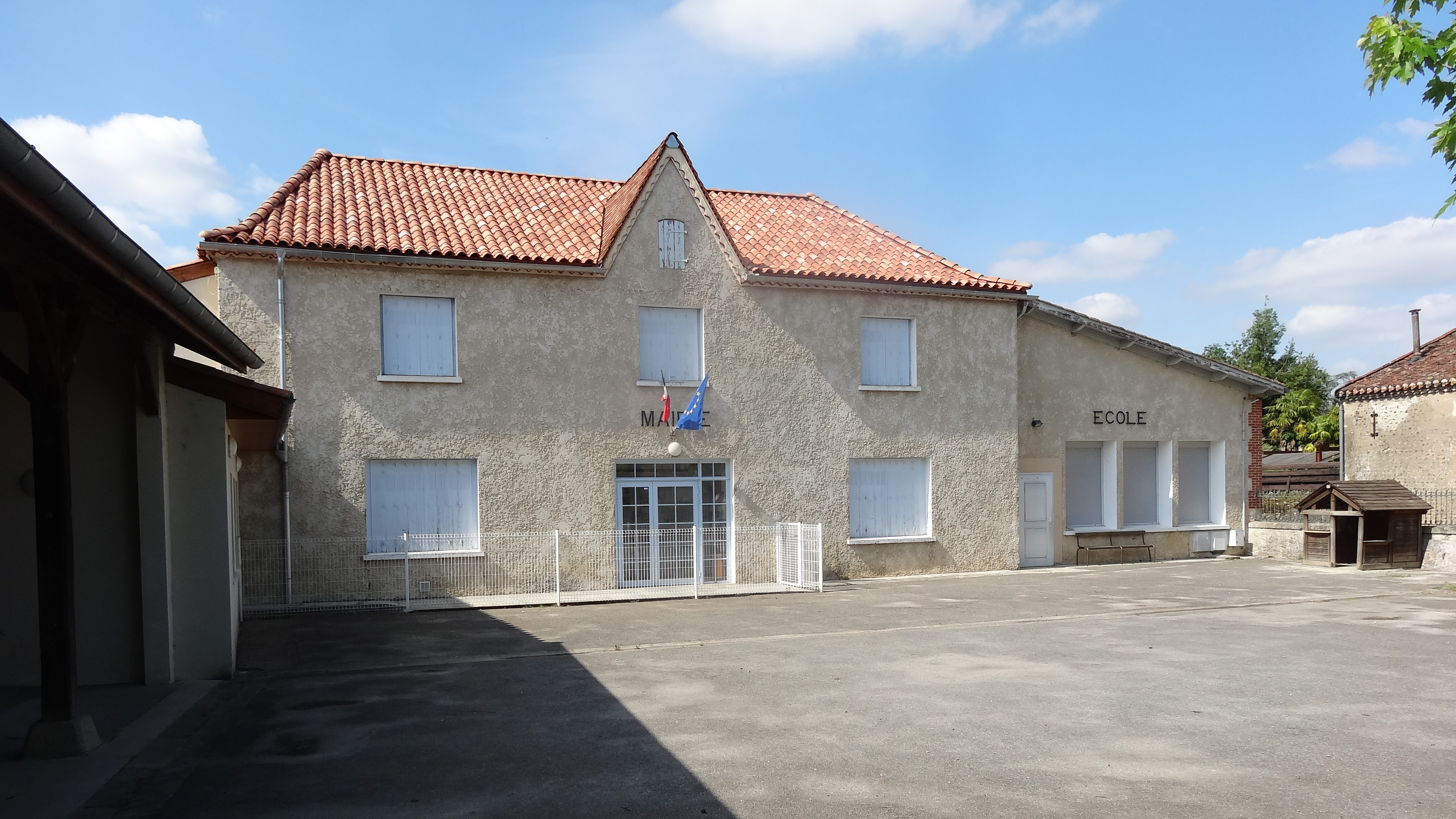
La mairie.

### Rattachements administratifs et électoraux
La commune se trouve depuis 1926 dans l'arrondissement de Mirande du département du Gers. Pour l'élection des députés, elle fait partie depuis 1988 de la première circonscription du Gers.
Elle faisait partie depuis 1793 du canton de Plaisance. Dans le cadre du redécoupage cantonal de 2014 en France, la commune est intégrée au Canton de Pardiac-Rivière-Basse.

### Intercommunalité
La commune est membre fondateur de la communauté de communes Bastides et Vallons du Gers, créée fin 2000.

### Administration municipale
Compte tenu de la population de la commune entre 100 et 499 habitants, le conseil municipal de Préchac-sur-Adour comprend, en plus du maire, 10 conseillers municipaux

### Liste des maires
| Période                                  | Période        | Identité                     | Étiquette | Qualité                          |
| ---------------------------------------- | -------------- | ---------------------------- | --------- | -------------------------------- |
| Les données manquantes sont à compléter. |                |                              |           |                                  |
| 1789                                     |                | Saint Lanne Passalié         |           |                                  |
| 1802                                     | 1816           | Jean-Marie Dupleix           |           |                                  |
| 1817                                     | 1826           | Jean-Marie Domengieux        |           |                                  |
| 1826                                     | 1830           | Romain Gauté                 |           |                                  |
| 1831                                     | 1832           | Jean-Marie Domengieux        |           |                                  |
| 1832                                     | 1835           | Bertrand Crotte              |           | Cultivateur                      |
| 1835                                     | 1865           | Jean-Marie Domengieux        |           |                                  |
| 1865                                     | 1870           | Romain Pesquez ou Pesquès    |           | Docteur en Médecine              |
| 1870                                     | 1871           | Jean-Baptiste Laborde        |           |                                  |
| 1871                                     | 1876           | François Dupeyré             |           | Cultivateur                      |
| 1876                                     | 1881           | Jean-Marie Saint-Luc         |           |                                  |
| 1881                                     | 1884           | Henri Crotte                 |           |                                  |
| 1884                                     | 1895           | Jean-Baptiste Laborde        |           |                                  |
| 1896                                     | 1902           | Jules Meillon                |           |                                  |
| 1902                                     | 1908           | Lambert Dominique Lamazouade |           |                                  |
| 1908                                     | 1910           | Jules Meillon                |           |                                  |
| 1910                                     | 1912           | Xavier Pouey                 |           |                                  |
| 1912                                     | 1924           | Lambert Dominique Lamazouade |           |                                  |
| 1924                                     | 1934           | Henri Amiel                  |           |                                  |
| 1934                                     | 1935           | Amédée Dulitges              |           |                                  |
| 1935                                     | 1945           | Laurent Meillon              |           |                                  |
| 1945                                     | 1947           | Siméon Sénac                 |           | Contrôleur principal des douanes |
| 1947                                     | 1965           | Henri Amiel                  |           | Chevalier de la Légion d'Honneur |
| 1965                                     | 1971           | René Dabadie                 |           |                                  |
| 1971                                     | 1978           | Guy Chiffoleau               |           |                                  |
| 1978                                     | 2001           | André Montoya                |           |                                  |
| mars 2001                                | 2006           | Frédéric Rimauro             |           | Démissionnaire                   |
| décembre 2006                            | octobre 2016   | Francis Bosseaux             | PRG       | Retraité Démissionnaire          |
| novembre 2016                            | septembre 2023 | Marie-Martine Adler          |           | Retraité Démissionnaire          |
| novembre 2023                            | En cours       | François Lassalle            |           |                                  |

## Population et société

### Démographie
L'évolution du nombre d'habitants est connue à travers les recensements de la population effectués dans la commune depuis 1793. Pour les communes de moins de 10 000 habitants, une enquête de recensement portant sur toute la population est réalisée tous les cinq ans, les populations de référence des années intermédiaires étant quant à elles estimées par interpolation ou extrapolation. Pour la commune, le premier recensement exhaustif entrant dans le cadre du nouveau dispositif a été réalisé en 2008.

En 2022, la commune comptait 195 habitants, en évolution de −3,94 % par rapport à 2016 (Gers : +1,04 %, France hors Mayotte : +2,11 %).
| 1793 | 1800 | 1806 | 1821 | 1831 | 1841 | 1846 | 1851 | 1856 |
| ---- | ---- | ---- | ---- | ---- | ---- | ---- | ---- | ---- |
| 241  | 190  | 236  | 297  | 293  | 306  | 307  | 310  | 319  |

| 1861 | 1866 | 1872 | 1876 | 1881 | 1886 | 1891 | 1896 | 1901 |
| ---- | ---- | ---- | ---- | ---- | ---- | ---- | ---- | ---- |
| 274  | 262  | 255  | 269  | 275  | 270  | 261  | 228  | 221  |

| 1906 | 1911 | 1921 | 1926 | 1931 | 1936 | 1946 | 1954 | 1962 |
| ---- | ---- | ---- | ---- | ---- | ---- | ---- | ---- | ---- |
| 217  | 205  | 203  | 192  | 229  | 241  | 244  | 260  | 216  |

| 1968 | 1975 | 1982 | 1990 | 1999 | 2006 | 2008 | 2013 | 2018 |
| ---- | ---- | ---- | ---- | ---- | ---- | ---- | ---- | ---- |
| 191  | 190  | 190  | 212  | 213  | 214  | 214  | 206  | 196  |

| 2022 | - | - | - | - | - | - | - | - |
| ---- | - | - | - | - | - | - | - | - |
| 195  | - | - | - | - | - | - | - | - |

### Enseignement
Le village ne possède plus d'école maternelle publique depuis 2018. Les écoles maternelles et élémentaires et le collège sont situés à Plaisance du Gers.
Une école privée démocratique hors-contrat a ouvert en 2018.

### Manifestations culturelles et festivités

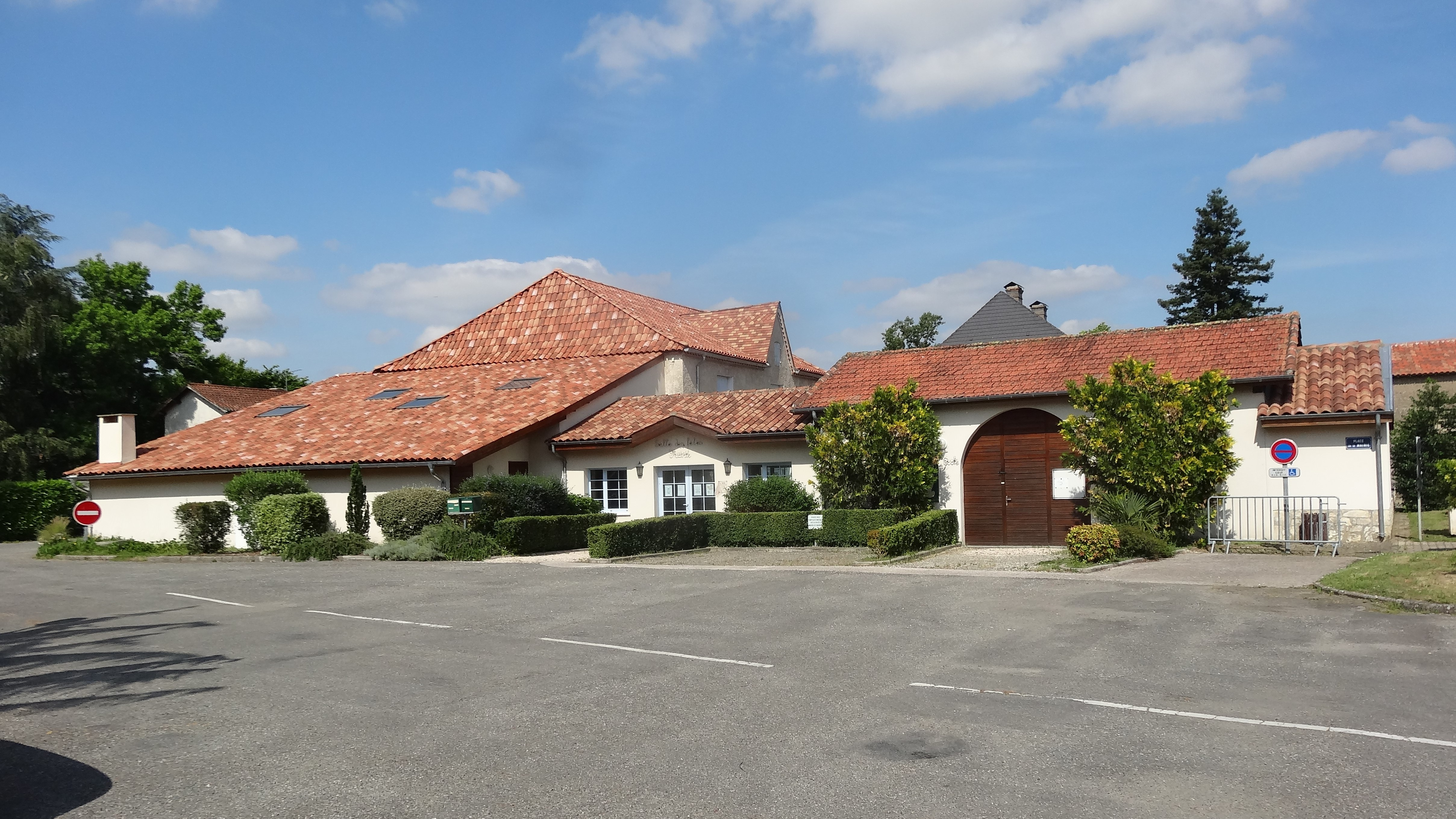
La salle des fêtes.

### Santé
Le village ne possède aucun service de santé. Les médecins et la pharmacie les plus proches sont à Plaisance du Gers et l'hôpital est à Tarbes.

### Sports
- Le sentier de l'Adour passe sur la commune.

## Économie

### Revenus
En 2018  (données Insee publiées en septembre 2021), la commune compte 91 ménages fiscaux, regroupant 194 personnes. La médiane du revenu disponible par unité de consommation est de 17 300 € (20 820 € dans le département).

### Emploi
|                | 2008  | 2013  | 2018  |
| -------------- | ----- | ----- | ----- |
| Commune        | 6 %   | 7,3 % | 9,6 % |
| Département    | 6,1 % | 7,5 % | 8,2 % |
| France entière | 8,3 % | 10 %  | 10 %  |

En 2018, la population âgée de 15 à 64 ans s'élève à 114 personnes, parmi lesquelles on compte 70,2 % d'actifs (60,5 % ayant un emploi et 9,6 % de chômeurs) et 29,8 % d'inactifs,. En  2018, le taux de chômage communal (au sens du recensement) des 15-64 ans est supérieur à celui du département, mais inférieur à celui de la France, alors qu'il était inférieur à celui du département et de la France en 2008.
La commune est hors attraction des villes,. Elle compte 20 emplois en 2018, contre 25 en 2013 et 30 en 2008. Le nombre d'actifs ayant un emploi résidant dans la commune est de 69, soit un indicateur de concentration d'emploi de 28,8 % et un taux d'activité parmi les 15 ans ou plus de 46,5 %.
Sur ces 69 actifs de 15 ans ou plus ayant un emploi, 14 travaillent dans la commune, soit 20 % des habitants. Pour se rendre au travail, 89,9 % des habitants utilisent un véhicule personnel ou de fonction à quatre roues, 1,4 % les transports en commun, 1,4 % s'y rendent en deux-roues, à vélo ou à pied et 7,2 % n'ont pas besoin de transport (travail au domicile).

### Activités hors agriculture

#### Secteurs d'activités
11 établissements sont implantés  à Préchac-sur-Adour au 31 décembre 2019.
Le secteur de la construction est prépondérant sur la commune puisqu'il représente 54,5 % du nombre total d'établissements de la commune (6 sur les 11 entreprises implantées  à Préchac-sur-Adour), contre 14,6 % au niveau départemental.

#### Entreprises et commerces
En 2011, le revenu fiscal médian par ménage était de 22 837 €.
En 2009, la population âgée de 15 à 64 ans s'élevait à 123 personnes, parmi lesquelles on comptait 69,4 % d'actifs dont 62,1 % ayant un emploi et 7,3 % de chômeurs

### Agriculture
|               | 1988 | 2000 | 2010 | 2020 |
| ------------- | ---- | ---- | ---- | ---- |
| Exploitations | 14   | 10   | 6    | 6    |
| SAU (ha)      | 261  | 140  | 111  | 167  |

La commune est dans la Rivière Basse, une petite région agricole occupant une partie ouest du département du Gers. En 2020, l'orientation technico-économique de l'agriculture  sur la commune est la polyculture et/ou le polyélevage. Six exploitations agricoles ayant leur siège dans la commune sont dénombrées lors du recensement agricole de 2020 (14 en 1988). La superficie agricole utilisée est de 167 ha,,.

## Culture locale et patrimoine

### Lieux et monuments
La commune comprend plusieurs lieux intéressants :
- l'église du XIIe siècle Saint-Jean-Baptiste, comportant un retable du XVIIIe siècle, inscrite au titre des monuments historiques depuis le 8 décembre 1960[42] ;

L'église Saint-Jean-Baptiste
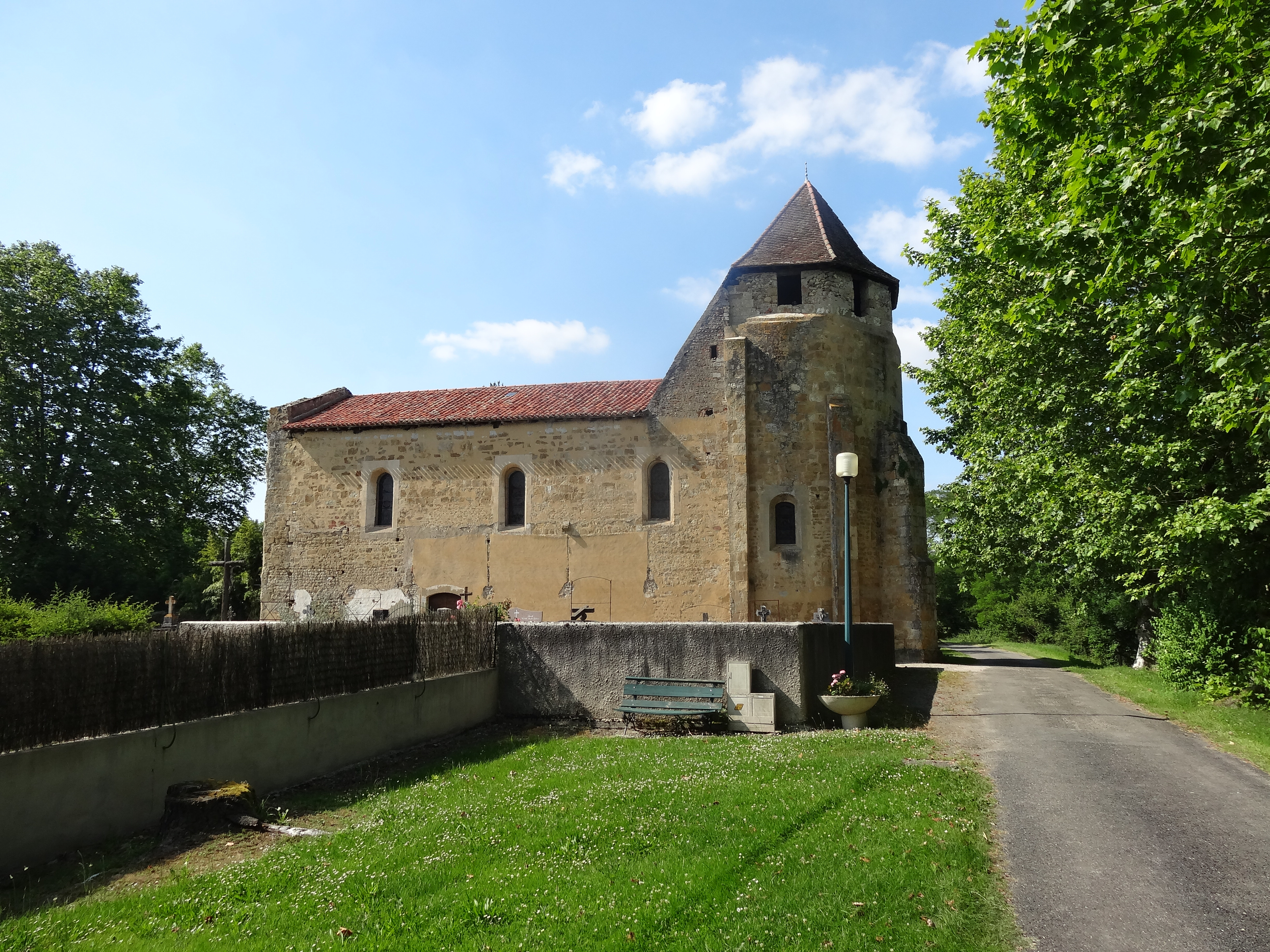
L'église en 2020.
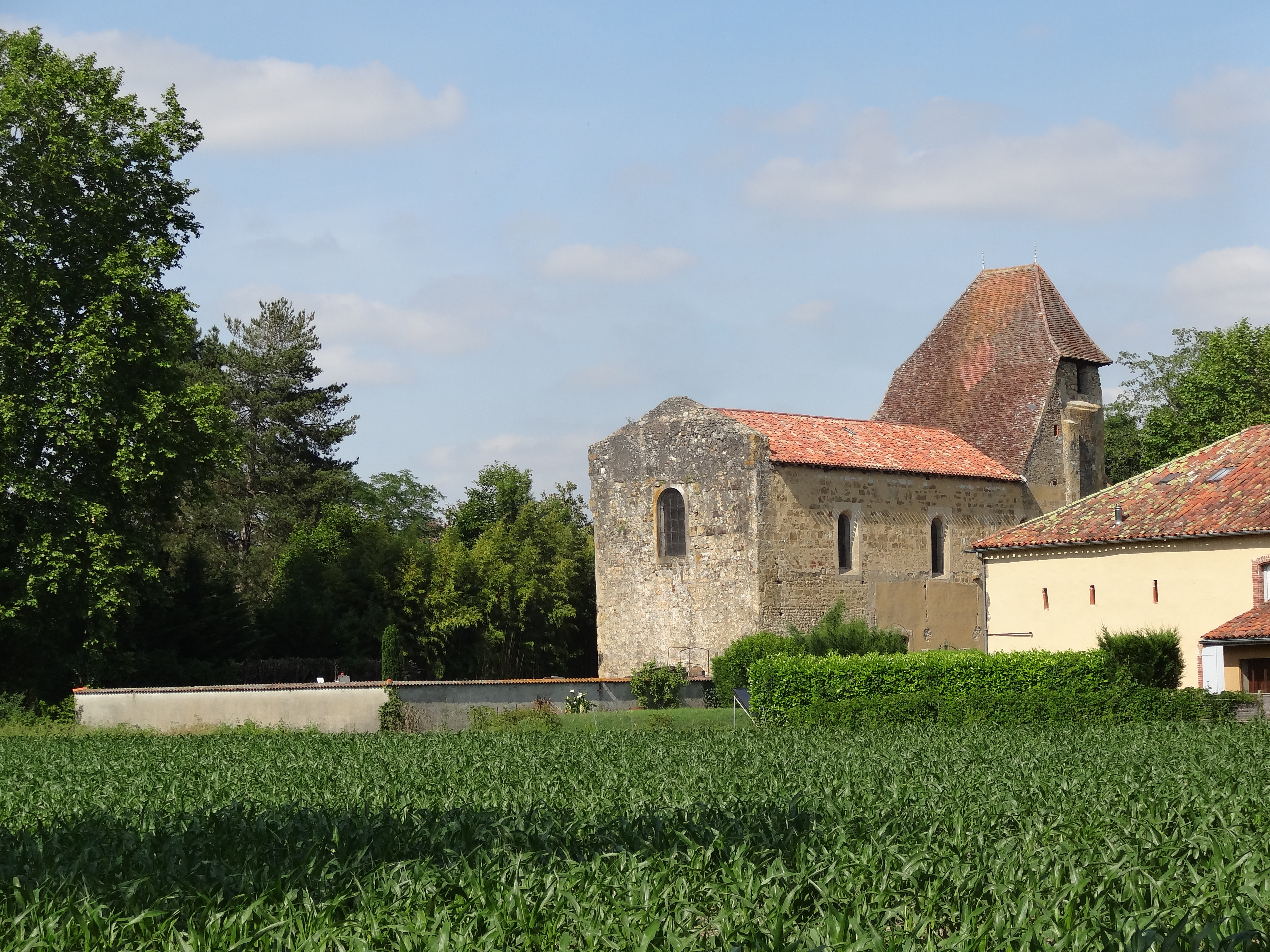
L'église, vue du chevet.
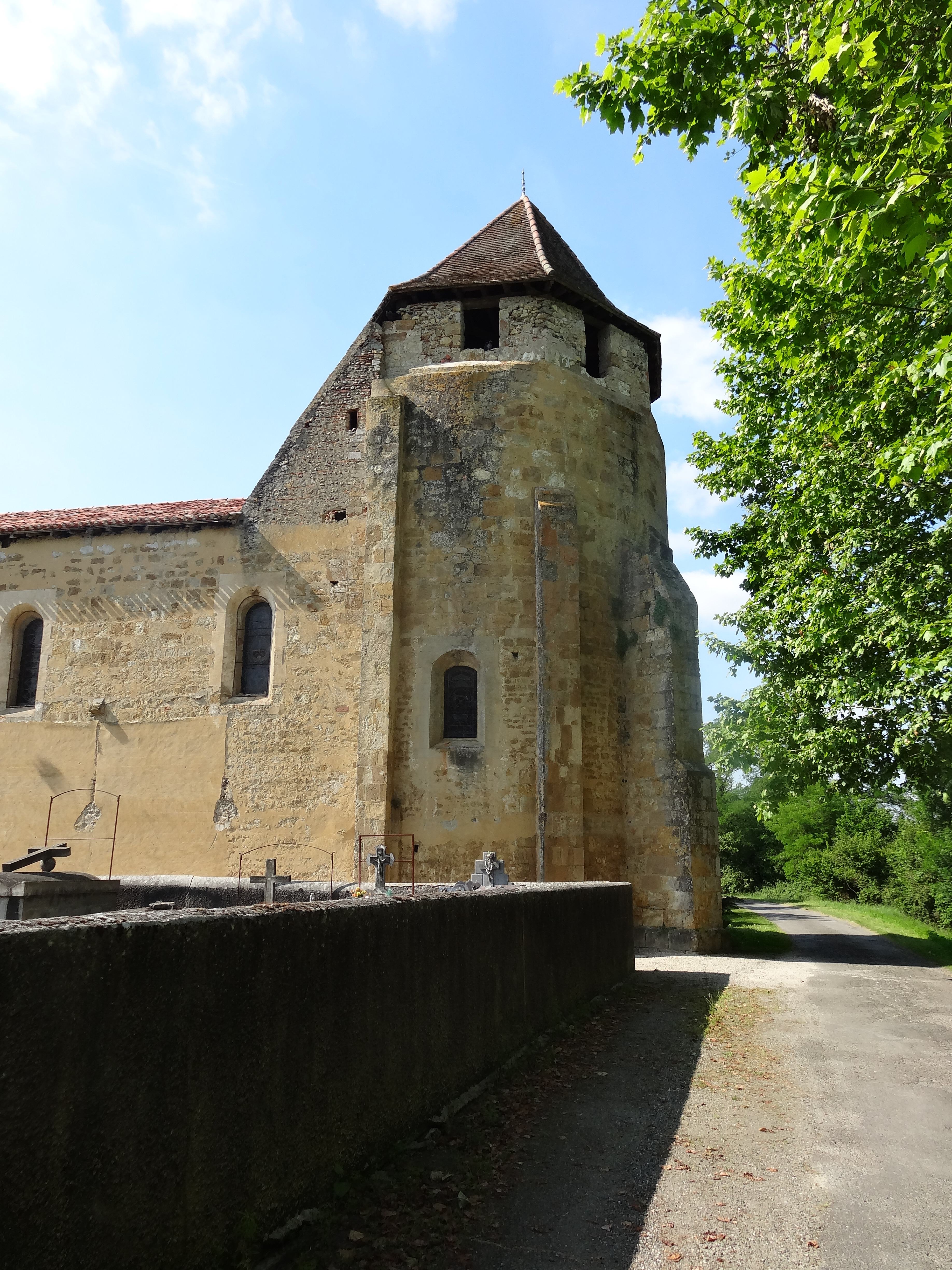
Le clocher.
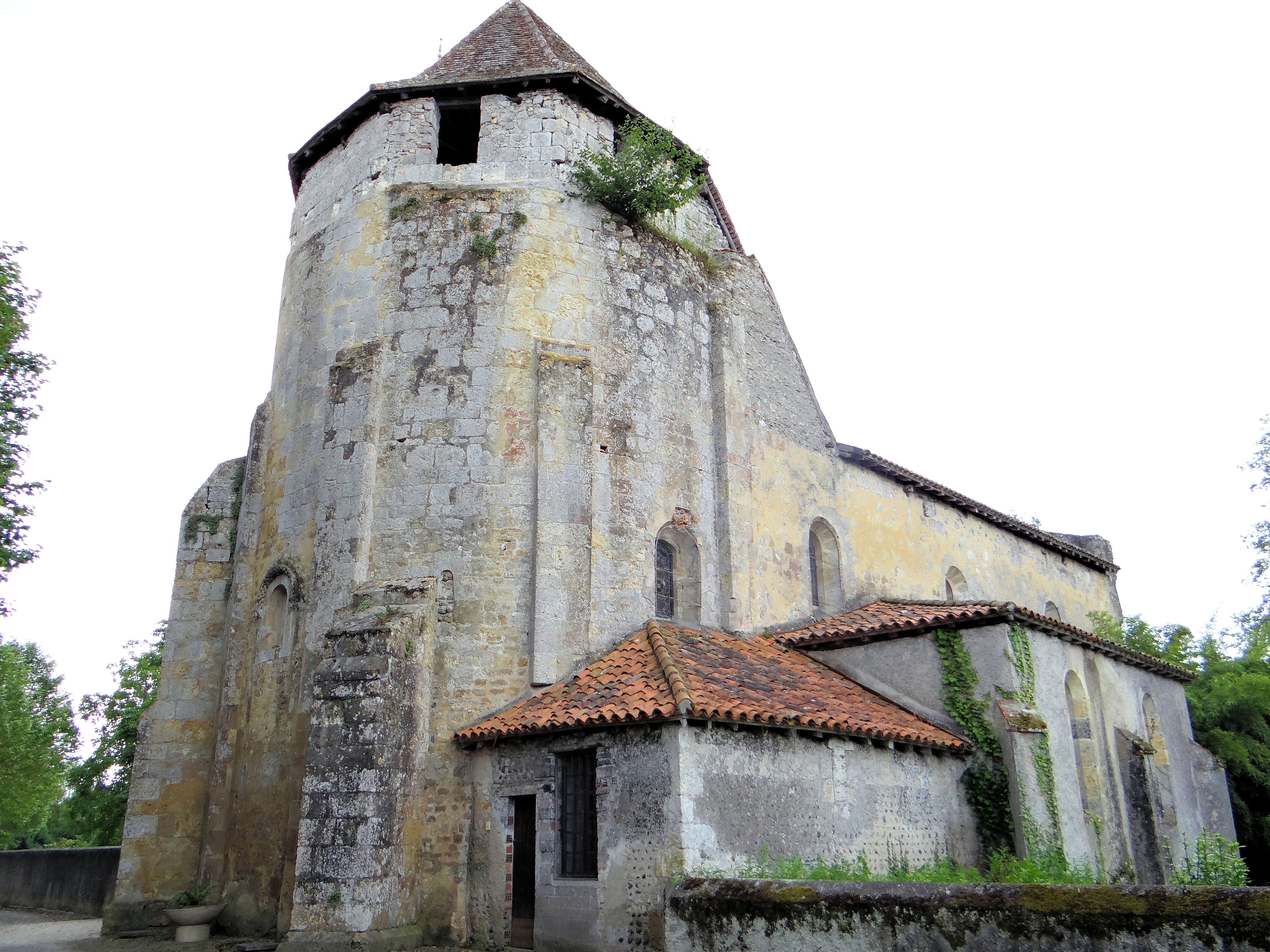
Vue opposée du clocher.
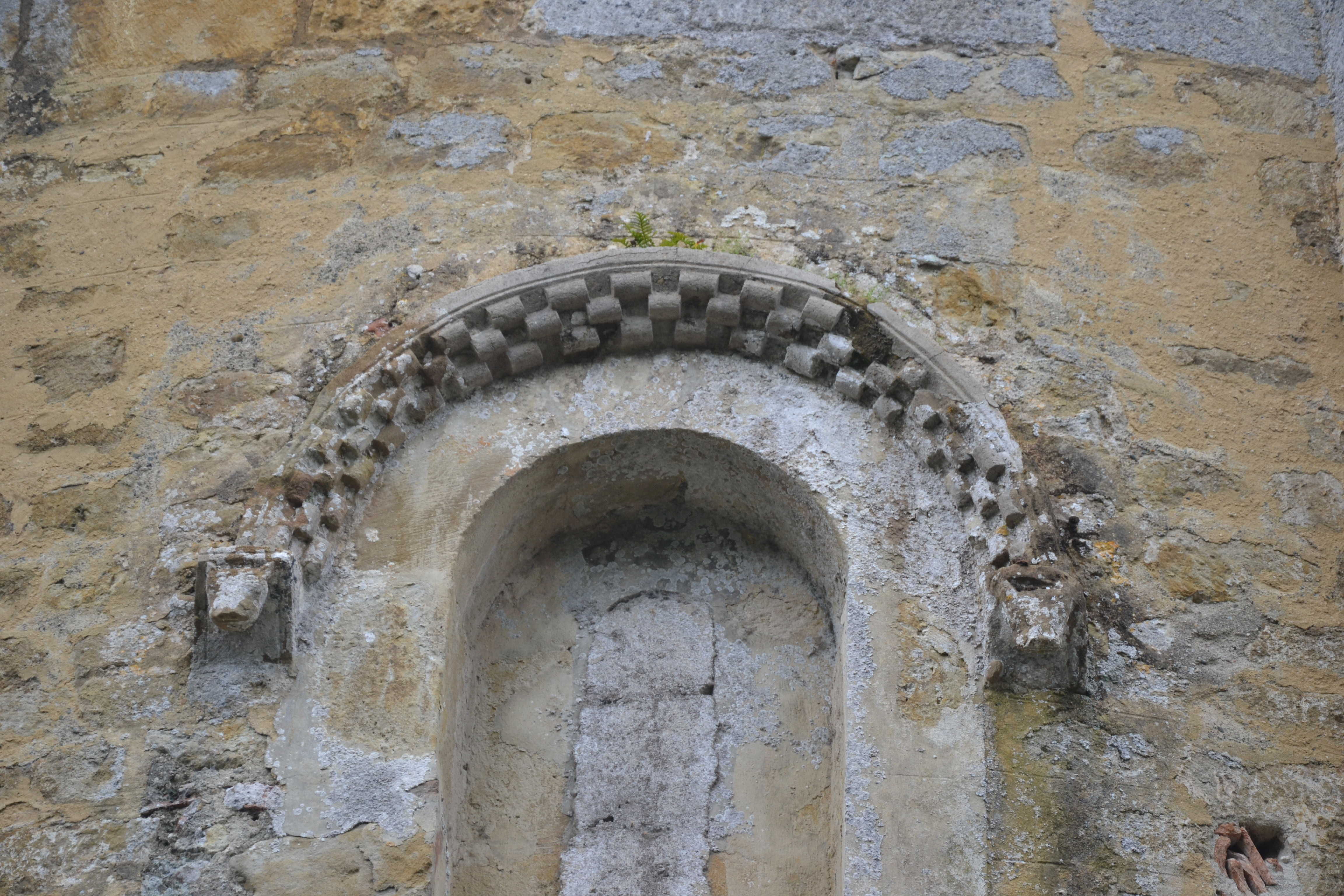
Détail architectural.

- le château d'Armagnac (privé)[43] ;

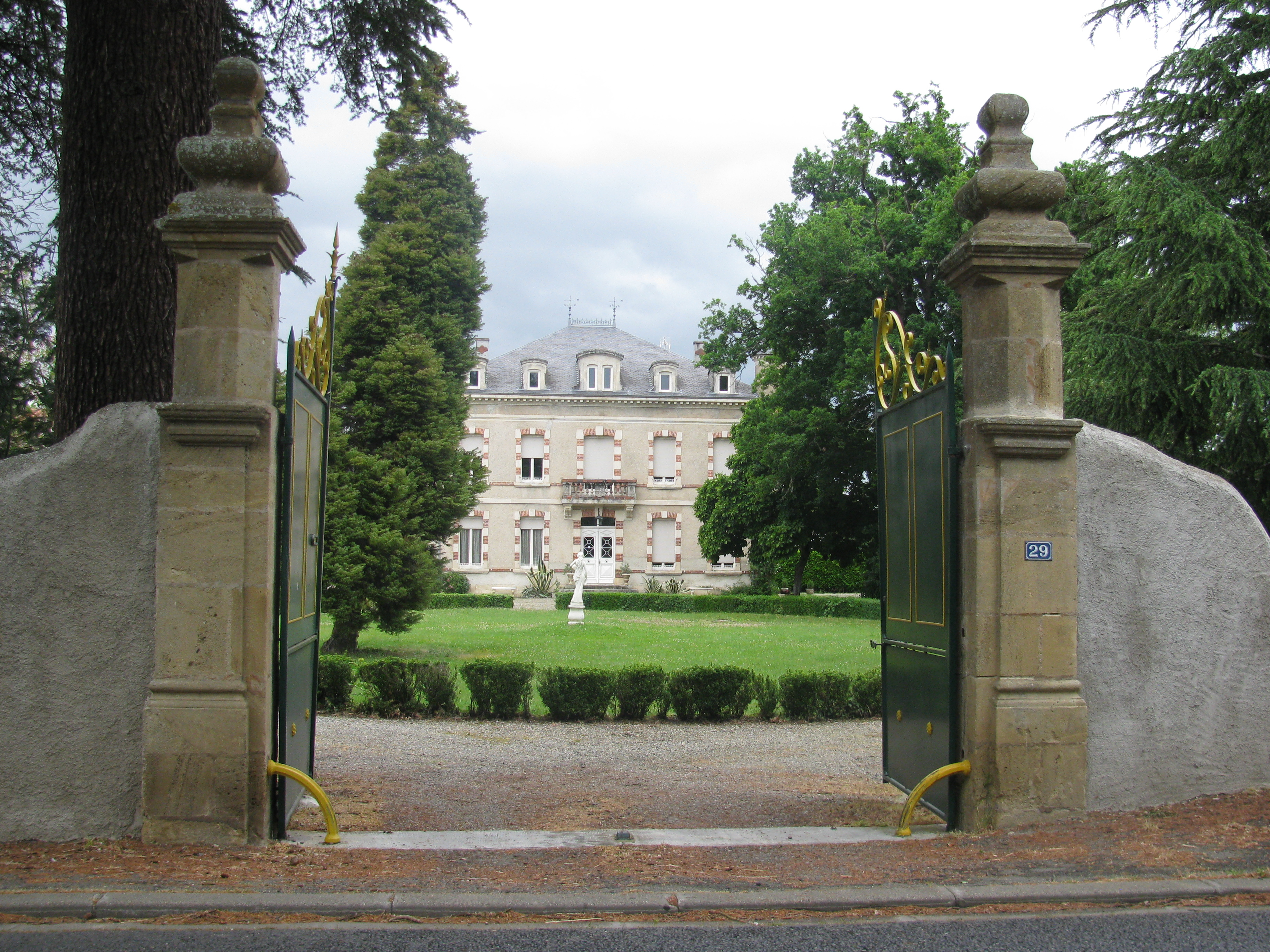
Le château et son entrée.

- l'ancien moulin à eau[3] ;

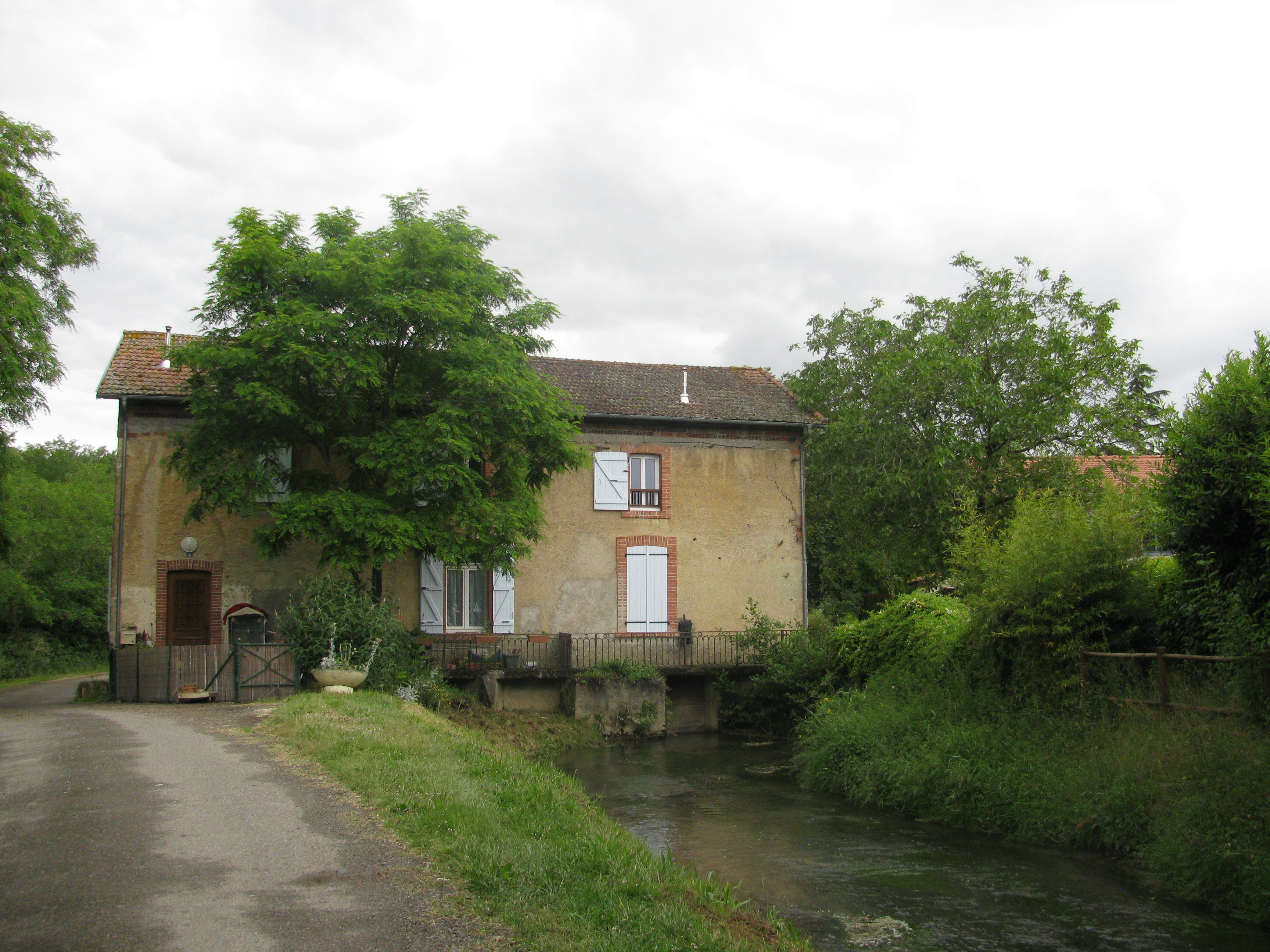
Le moulin en 2015.
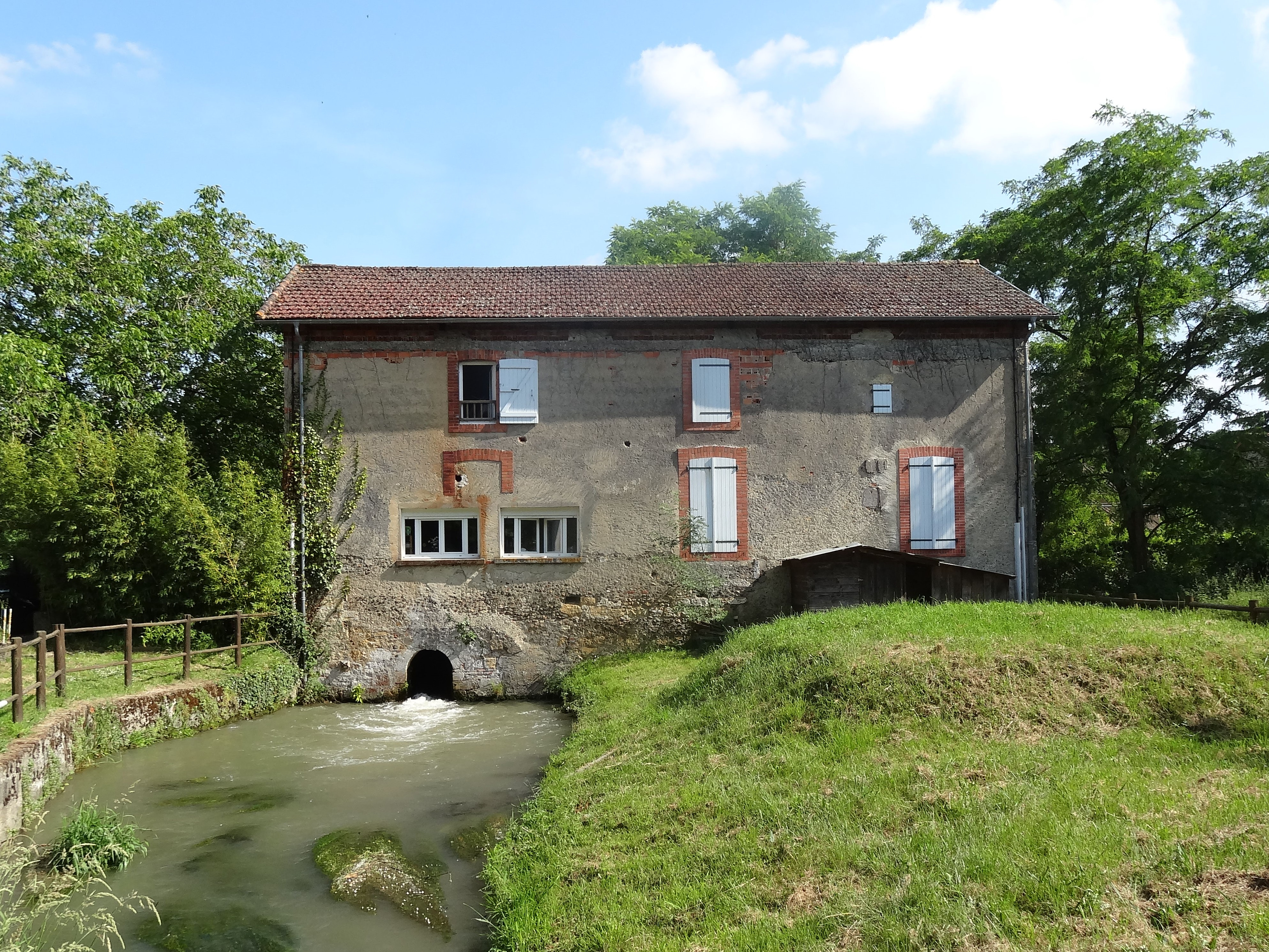
Vue opposée en 2020.

- de nombreuses croix[43] ;

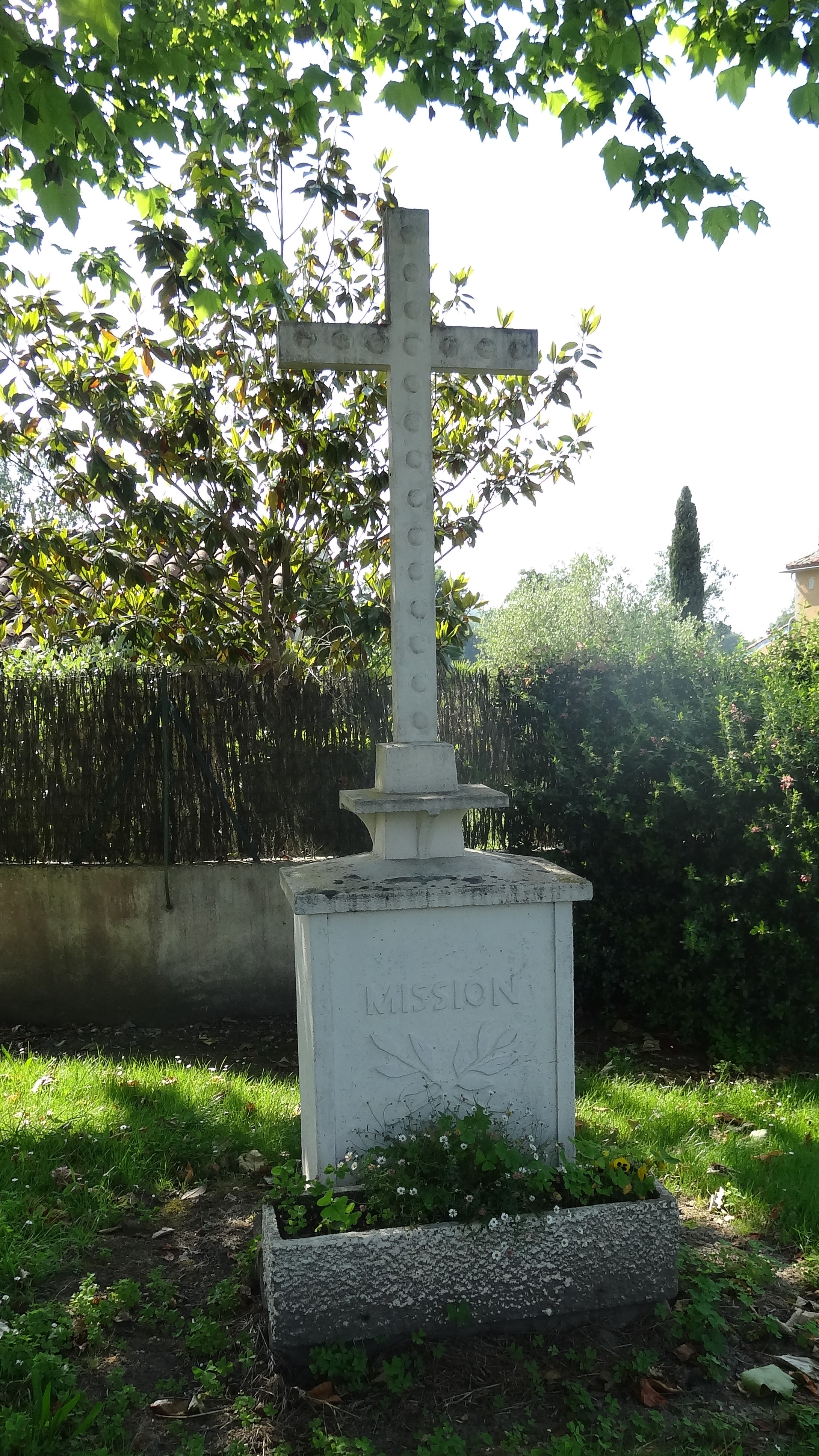
Croix de mission située à proximité de l'église.

- un lavoir[3].

Autres lieux et monuments
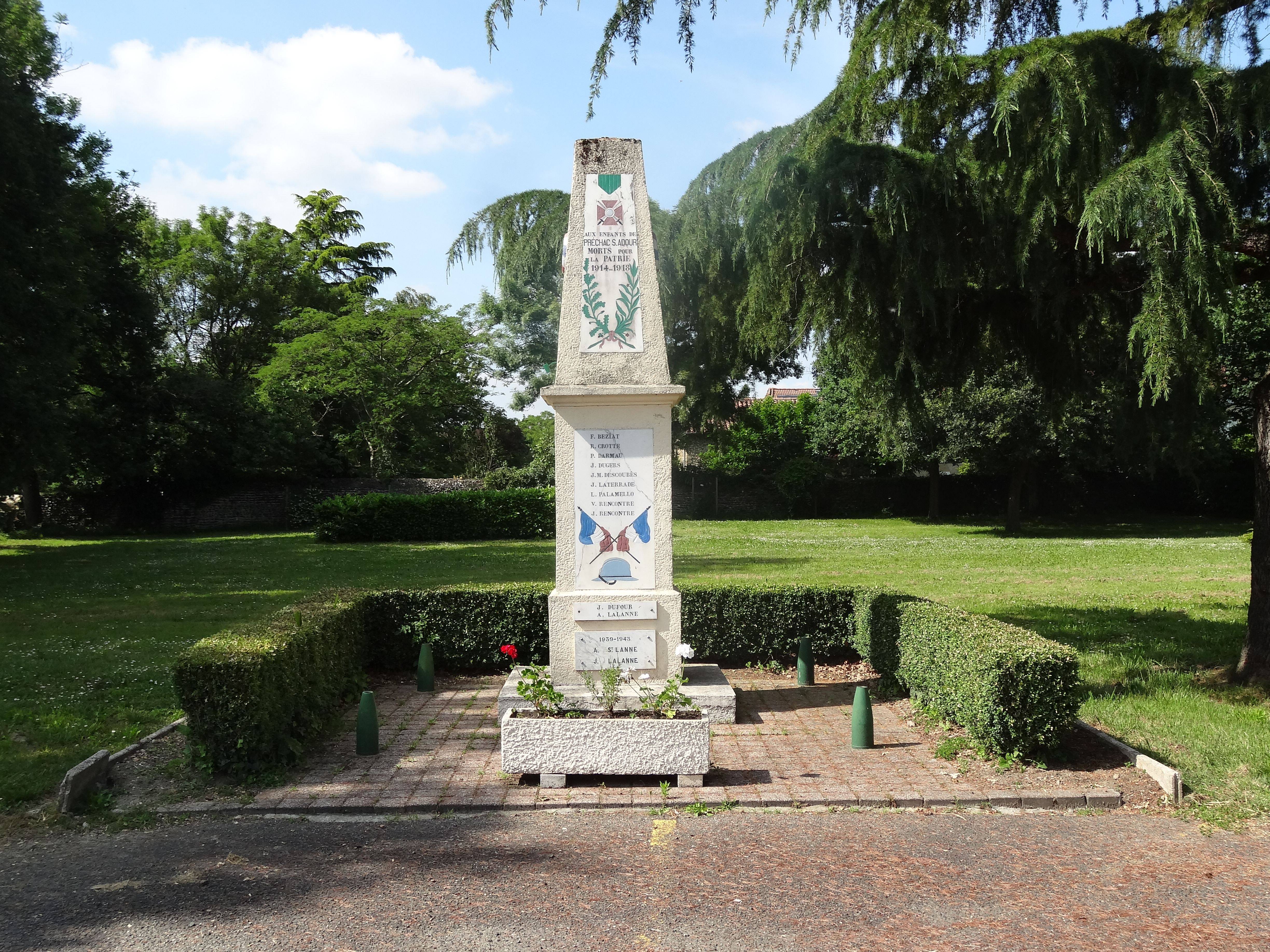
Le monument aux morts.
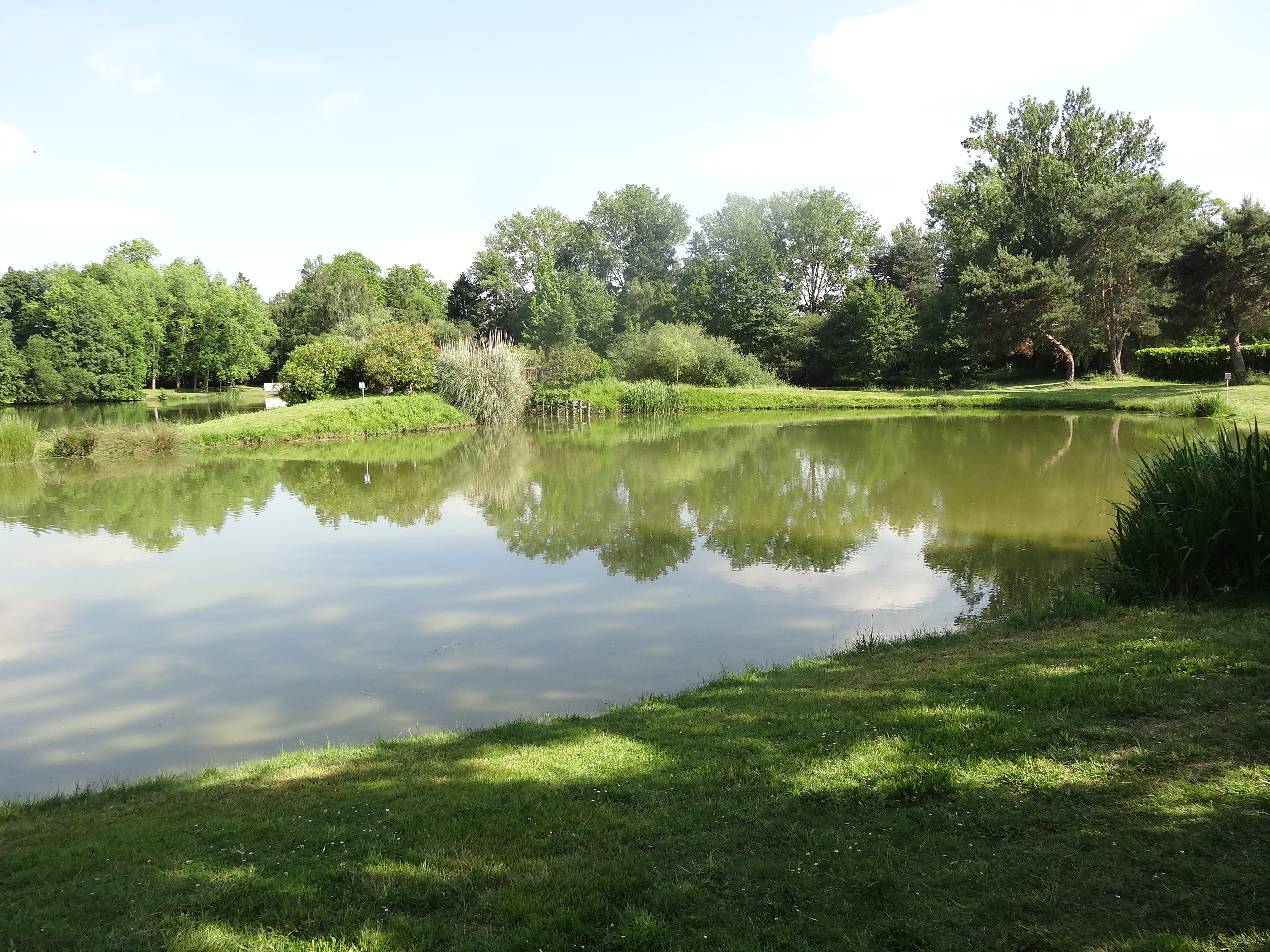
Le lac.
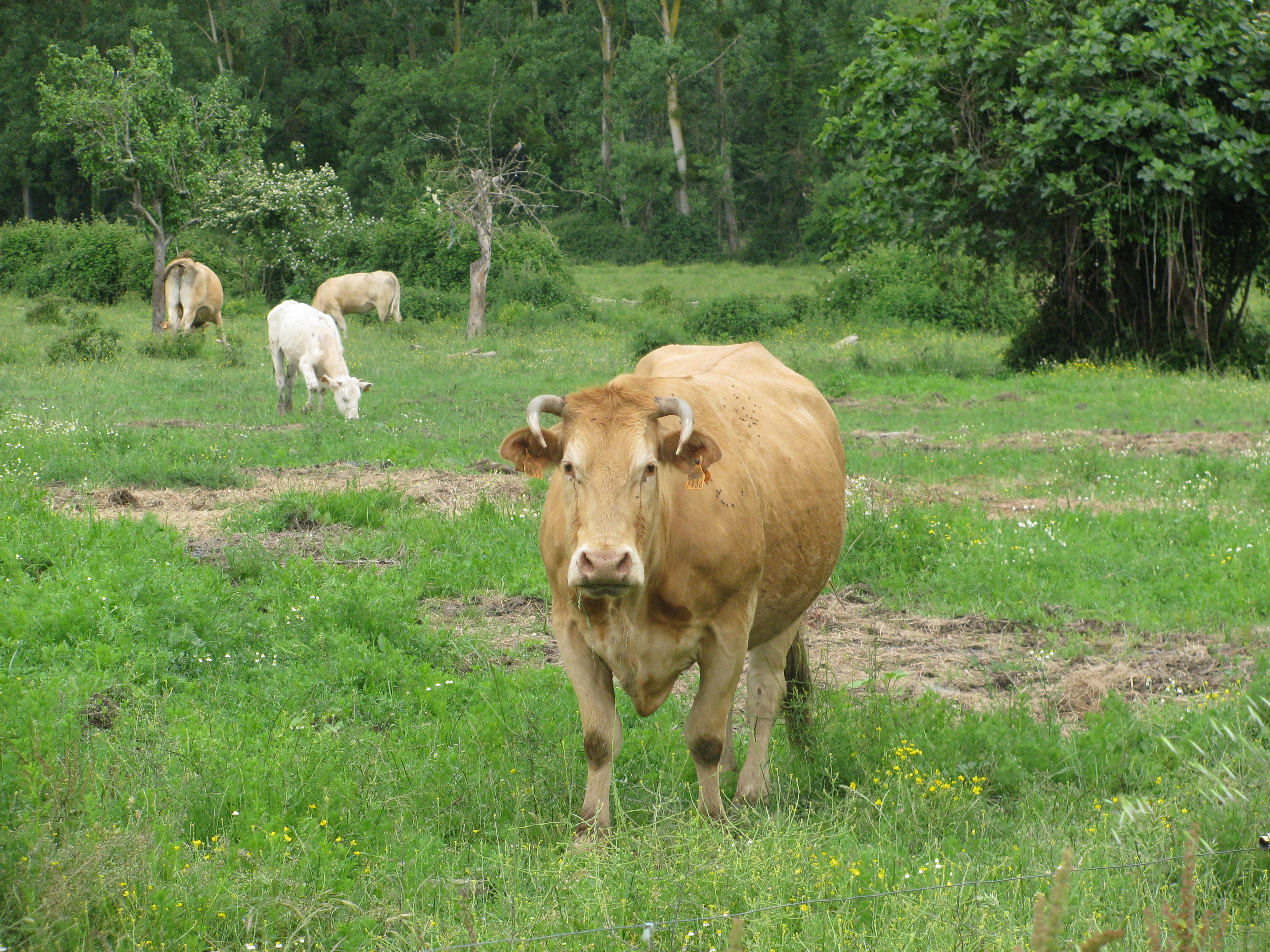
Vaches.